# Guś-Chrustalnyj
Guś-Chrustalnyj (ros. Гусь-Хрустальный) – miasto w Rosji, w obwodzie włodzimierskim, siedziba administracyjna rejonu guś-chrustalnego, ludność: 51,9 tys. mieszkańców (2021), miasto położone nad rzeką Guś (dopływ Oki), w odległości 63 km od Włodzimierza.
Guś-Chrustalnyj został założony w XVII lub XVIII wieku. W 1756 roku został tutaj założony pierwszy zakład obróbki kryształu. Od 1931 roku posiada prawa miejskie. Obecnie jest to duże centrum przemysłu szklarskiego, jak również rzemiosła artystycznego wyrobów ze szkła i kryształu. Jedną z atrakcji miasta jest muzeum kryształu.
Do najważniejszych zabytków miasta należą również: sobór św. Grzegorza z lat 1892-1903, cerkiew św. Trójcy i kaplica św. Barbary. Guś Chrustalny wchodzi w skład Złotego Pierścienia Rosji.